# Michael Rhodes (Regisseur)
Michael „Ray“ Rhodes (* 11. Juli 1945 in Estherville, Iowa) ist ein US-amerikanischer Filmregisseur und Filmproduzent.
Rhodes führt seit 1960 – im Alter von 15 Jahren – bei vielen Fernsehserien Regie. Sein berühmtester Spielfilm, an dem er mitwirkte, war 1993 der Fernseh-Zweiteiler „Heidi“ mit Jane Seymour und Jason Robards in den Hauptrollen.

## Filmographie
- Unsere kleine Farm
- Delvecchio
- Raumschiff Enterprise: Das nächste Jahrhundert
- Beverly Hills, 90210
- Ein Wink des Himmels